# Король, Степан Георгиевич
Степан Георгиевич Король (1894—1975) — генерал-лейтенант Советской Армии, участник Первой мировой, Гражданской и Великой Отечественной войн.

## Биография
Степан Король родился 2 декабря 1894 года в местечке Дворец Слонимского уезда Гродненской области. Рано остался без отца, мать была вынуждена работать по найму. С раннего возраста Король работал подмастерьем у столяра, а с 1913 года — на строительстве Маньчжурской железной дороги.
В начале 1915 года Король был мобилизован в царскую армию и направлен охранять самолёты 4-й авиационной эскадрильи, базировавшейся в городе Лида. Стал интересоваться авиационной техникой, вскоре стал техником самолёта, а позднее и лётчиком. В одном из воздушных боёв Король получил ранение, но сумел посадить самолёт.
После Октябрьской революции Король стал членом солдатского комитета своей эскадрильи. С февраля 1918 года служил в Рабоче-крестьянской Красной Армии, был лётчиком 32-го авиационного отряда 2-й Петроградской авиационной бригады. В 1920 году Король окончил Егорьевскую авиационную школу. После разгрома Добровольческой армии генерала Деникина Король служил авиационным мотористом отряда особого назначения при штабе Кавказского фронта. После окончания Гражданской войны он продолжил службу в авиационных частях Красной Армии.
В 1924 году Король стал одним из тех советских лётчиков, которые были направлены в Голландию контролёрами на заводы по производству самолётов, закупаемых за границей СССР. После расторжения договора он вернулся в СССР и продолжил службу в авиационных частях. В середине 1930-х годов Король командовал авиационным полком. В 1937 году он был освобождён от своей должности и исключён из рядов ВКП(б). Незадолго до начала Великой Отечественной войны Король был восстановлен в партии и назначен заместителем командующего ВВС Северо-Кавказского военного округа.
Участвовал в Великой Отечественной войне, был одним из руководителей обороны Ростова-на-Дону. Войну встретил в должности заместителя командира 50-й авиационной дивизии. С апреля 1942 года — командир 148-й истребительной авиационной дивизии. В марте 1943 года формировал 310-ю истребительную авиационную дивизию. А с июня 1943 года Король назначен командиром 9-го истребительного авиационного корпуса ПВО. В послевоенное время он командовал Киевским гарнизоном. В середине 1960-х годов в звании генерал-лейтенанта Король вышел в отставку. Проживал в Киеве. Умер 20 января 1975 года, похоронен на Лукьяновском военном кладбище Киева.
Был награждён орденом Ленина, тремя орденами Красного Знамени, орденом Кутузова 2-й степени, двумя орденами Отечественной войны 1-й степени, двумя орденами Красной Звезды и рядом медалей.

## Семья
- Сын — Радомир, начальник 12-го Главного Управления Министерства авиационной промышленности СССР, руководивший созданием орбитального корабля «Буран»[1].
- Дочь — Рената, главный редактор киностудии имени Довженко.